# Joseph Hughes
Joseph Tudor Hughes (27 de octubre de 1827 - 12 de mayo de 1841), quien actuó bajo el seudónimo de Master Hughes, fue un joven arpista galés muy popular en el Reino Unido y en los Estados Unidos durante la década de 1830.

## Biografía
Joseph nació en el municipio de Bala en 1827, hijo de David Hughes. Poco después de su nacimiento, la familia se trasladó a Londres.
Hughes demostró tener talento musical cuando solo tenía dos años y medio de edad. Se desenvolvía especialmente bien con el arpa. Sus padres decidieron por entonces enviarlo a clases particulares para que aprendiera a tocar ese instrumento. Su profesor fue T ap James. A los cinco años se subió por primera vez al escenario en la sala de conciertos de Hanover Square en Londres. El productor Sabastian Erard, que estaba entre el público, quedó impresionado por su actuación y decidió contar con él para otros espectáculos.
Su éxito le motivó a seguir tocando su arpa Erard durante el resto de su carrera. A partir del año 1833, tuvo varias actuaciones en Inglaterra, Gales e Irlanda. Sus conciertos despertaron el interés de varios caballeros. Su padre conservaba a tal efecto un libro con las firmas de los críticos que acudían a sus conciertos. El libro incluía los nombres de miembros de la familia real británica, damas y caballeros, arzobispos y obispos, generales y otros líderes políticos.
En ocasiones contaba con el apoyo de dos de sus hermanos durante los conciertos, uno de los cuales fue el ingeniero y profesor David Edward Hughes.
Además de tocar el arpa, Joseph Hughes era compositor. Algunas de sus composiciones fueron publicadas bajo el título de British Melodies en 1839.

## Eisteddfod
En 1835 tocó el arpa en el Eisteddfod de Llannerch-y-medd. Recibió la orden de Orsedd por parte de David Griffith. Su rango en Orsedd era el de  Blegwryd ab Seisyllt. Hughes es probablemente la persona más joven de la historia en haber recibido la orden de Orsedd, ya que solo tenía ocho años de edad cuando obtuvo la condecoración. En el Eisteddfod de Bala, en 1836, Richard Parry le nombró miembro del comité.

## Muerte
En 1838 Hughes emigró junto a su familia a los Estados Unidos, donde siguió adelante con sus viajes musicales. El 12 de mayo de 1841 la familia de Hughes decidió ir a dar un paseo en bote a lo largo del río Hudson pese a las malas condiciones climáticas. Hughes, que en ese entonces solo tenía 13 años, se cayó del bote y fue arrastrado por la corriente.

## Galería

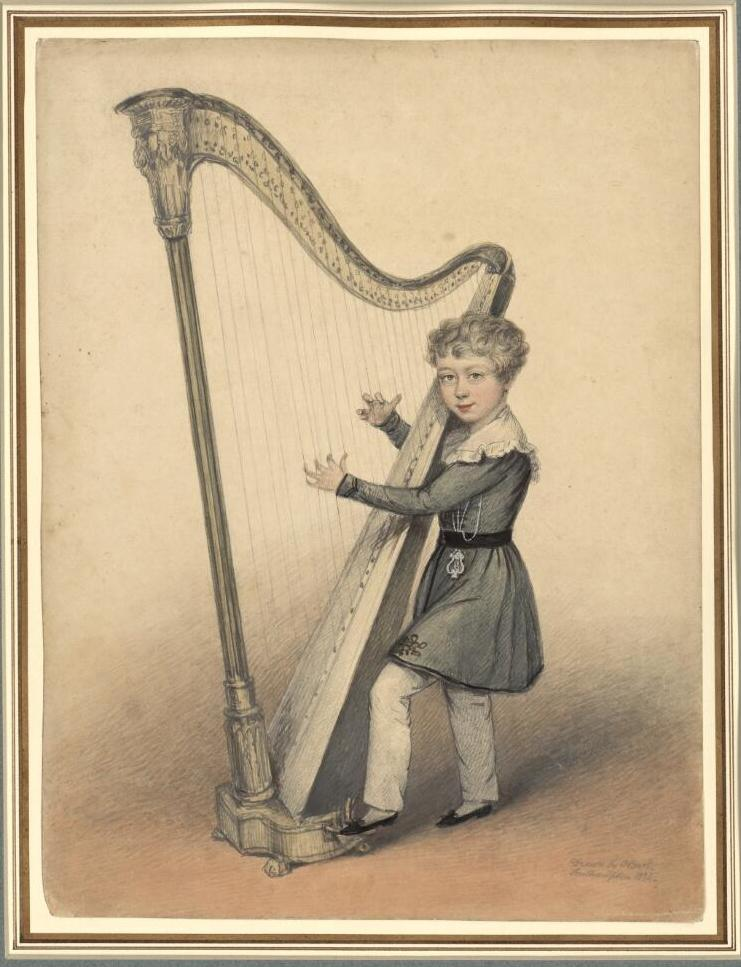
Joseph Hughes.
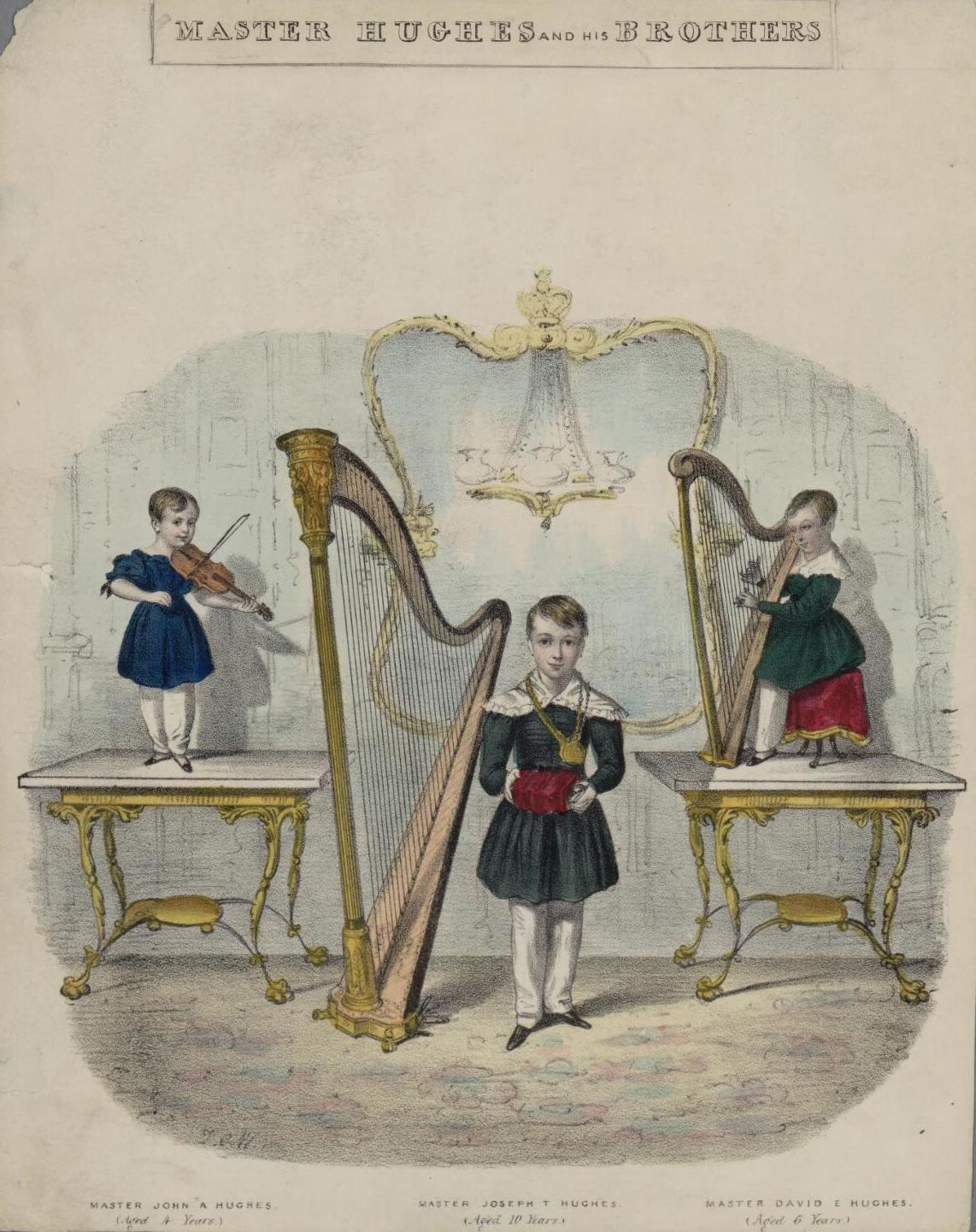
Joseph con sus hermanos.
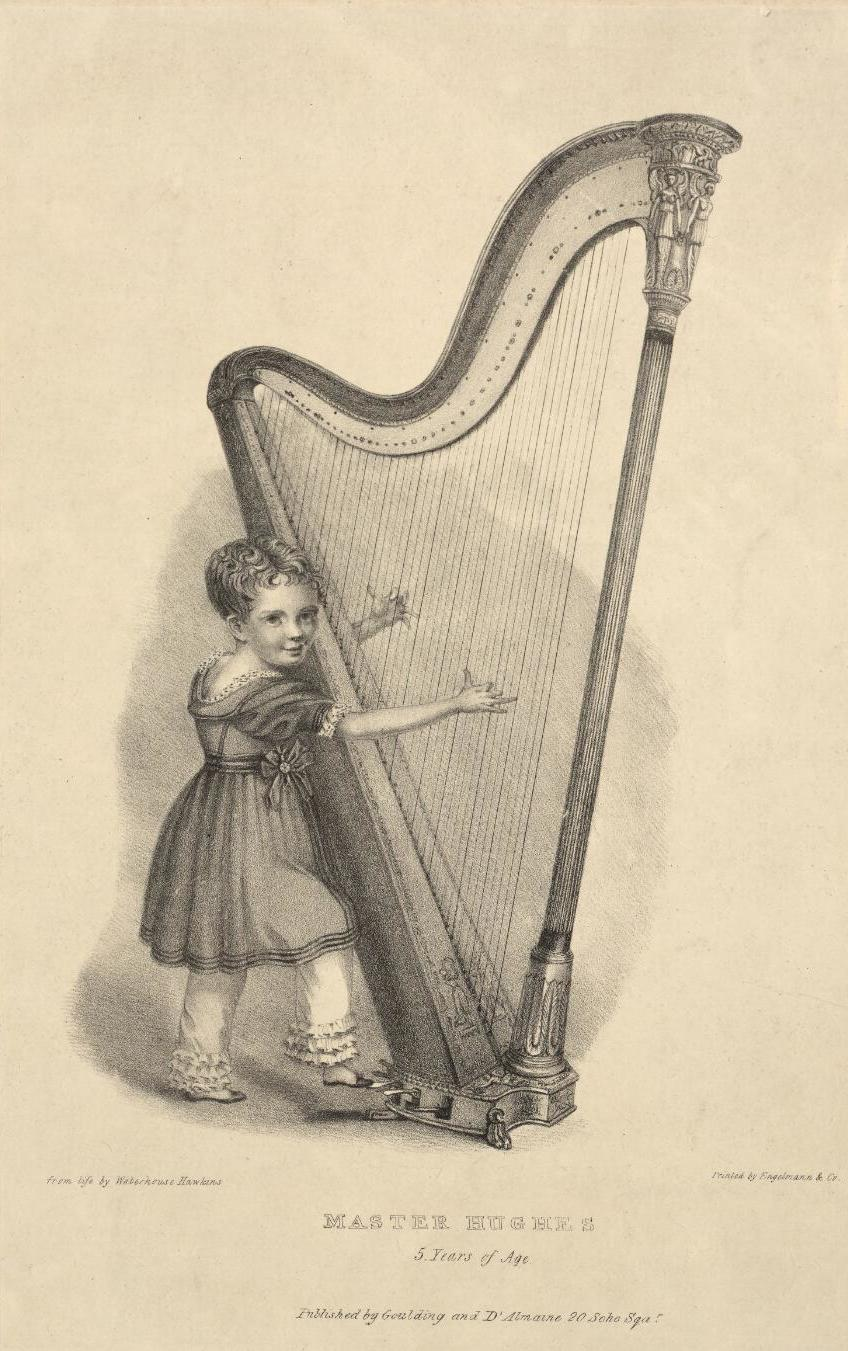
Joseph Hughes.
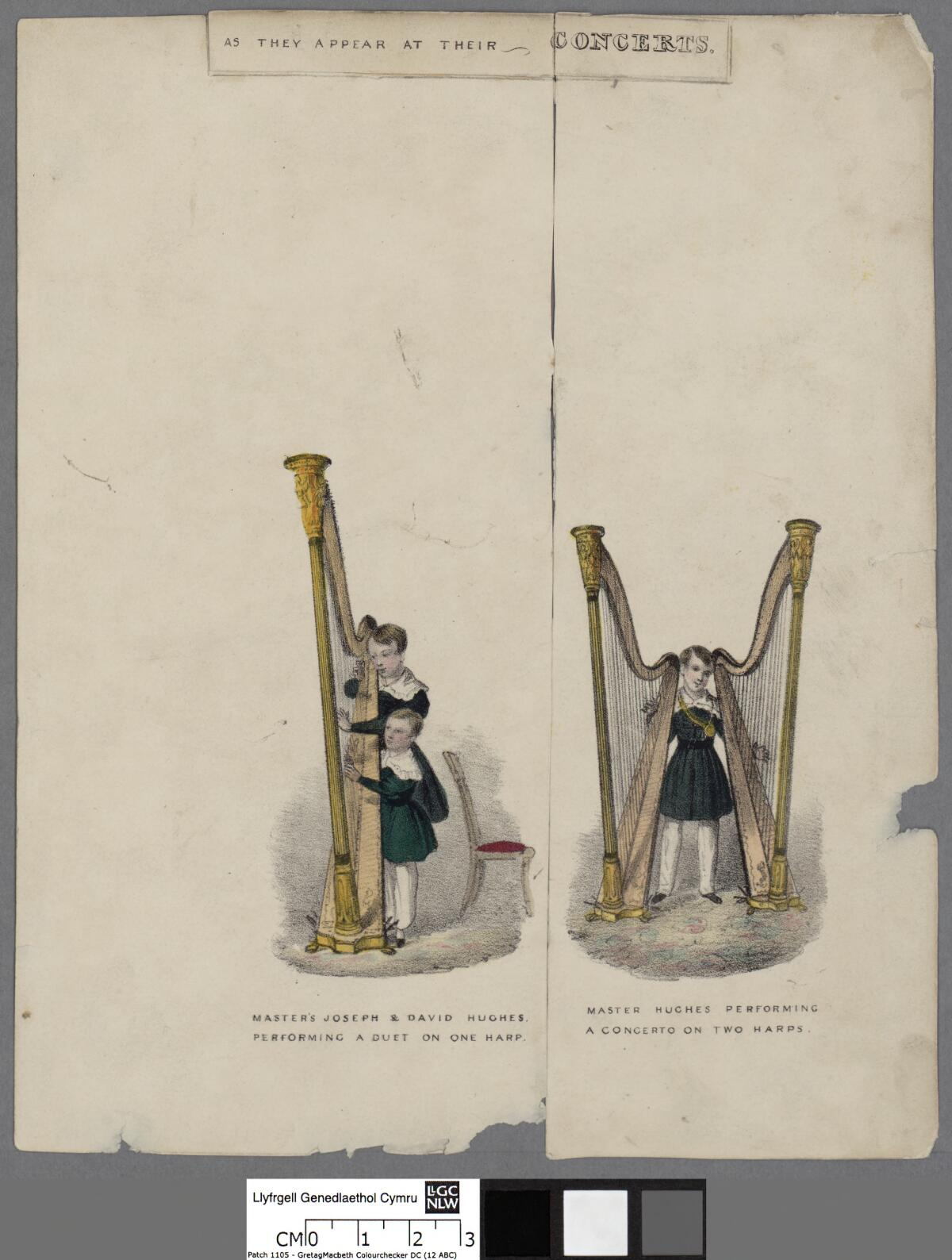
Retrato de Joseph Hughes con su padre David tocando el arpa en un dueto.